# グウィリム・プー
キャプテン・グウィリム・プー（Captain Gwilym Puw、またはウィリアム・ピュー、1618年 - 1698年）は、ウェールズのカトリックの王党派詩人、王党派の将校、北ウェールズのオームズ湾からの著名な国教忌避の家族の一員。
ウェールズ語の詩が多作な作家であり、主にカトリックの信仰を擁護していた。また、カトリックの典礼作品を教会ラテン語から母国のウェールズ語に翻訳している。
1648年に、イングランド王であるチャールズ1世への忠誠とローマのカトリック教会への献身を組み合わせたウェールズ語の詩を作曲した。彼は、イギリスを苦しめている政治的悪は、「真の宗教」の放棄に対する神の罰であると言う事から始める。そして、「古い信仰」が普及した時では、人々は遥かに幸せだったと続ける。しかし、良い時間は来ている。イングランドの円頂党は破滅的な敗北によって正方形となり、王は「黄金のベールの下」に戻るだろう。ミサはもう一度歌われ、司教は主人を昇格させる。明らかに、幕屋の王位にある諸王の王への神秘的な仄めかしがあり、これが詩全体の根底にあるテーマである。
この記事には、パブリックドメインにあるカトリック百科事典XV巻 Copyright © 1912の文章が組み込まれています。